# Ferdinand Alen

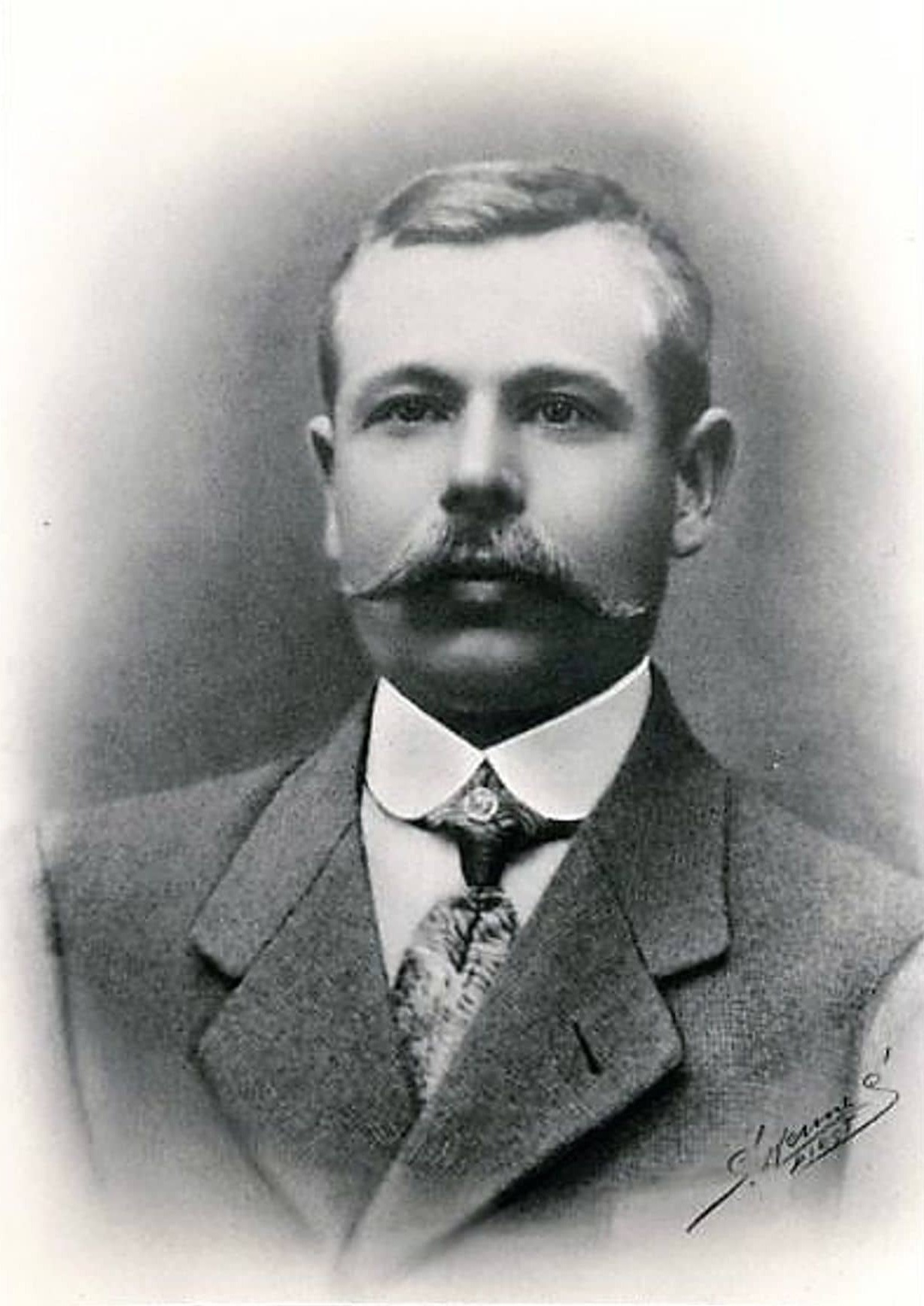
Ferdinand Alen (1920)

Ferdinand Alen (Assent, 1887–Dora-Buchenwald, 1944) was een Belgische molenaar, eigenaar van de Lindenmolen in het Vlaams-Brabantse Assent. Hij was de tweede van vier generaties van familie Alen die deze molen zou bestieren. Tijdens de Tweede Wereldoorlog werd hij slachtoffer van verraad voor vermeende hulp bij verberging van Teddy Blenkinsop, een geallieerde piloot die op een veld nabij de molen in een hooimijt verstopt zat.

## Levensloop
Ferdinand Alen werd geboren in Assent, Vlaams-Brabant. In 1924 nam hij de Lindenmolen van zijn vader over. De molen stond toentertijd nog in Assent.
Tijdens de Duitse bezetting gebruikte hij zijn molen om bloem te malen voor ondergedoken mensen in de regio. In de nacht van 27-28 april 1944, werd een geallieerde vliegtuig nabij Webbekom neergehaald. De Canadese piloot, Teddy Blenkinsop, overleefde en verstopte zich in een hooimijt op een veldje nabij Alens molen. Een Duitsgezinde had kennelijk de piloot ontdekt en bazuinde rond dat een piloot 'bij Ferdinand Alen' zat. De Gestapo lichtte Alen 9 mei om half tien 's avonds van zijn bed en nam hem mee naar de gevangenis van Sint-Gillis voor ondervraging. De molenaar die tot die dag zich alleen met zijn eigen zaken bezighield, wist echter van niets, waarmee hij ongewild zijn doodvonnis tekende. Hij werd gedeporteerd naar het concentratiekamp Buchenwald, en later naar het subkamp Mittelbau-Dora, waar gevangenen onder dwang werkten aan de productie van V1- en V2-raketten. Hij kwam om op 13 juli 1944, volgens de kampadministratie als gevolg van een 'hartstilstand'.
Hij liet vier wezen na. Zij hebben nooit kunnen achterhalen waarom hun vader is opgepakt. Ze vermoedden slechts dat het van doen had met het leveren van bloem aan het verzet.